# Borace (minerale)
Il borace è un minerale, un borato idrato di sodio.
Il nome deriva dall'arabo buraq = bianco, per il colore prevalente.
Descritta per la prima volta dal mineralogista Wall nel 1848.

## Abito cristallino
Cristalli prismatici poco allungati, talora tabulari, rari i geminati.

## Origine e giacitura
Si trova in giacimenti derivati da evaporazione di laghi boraciferi salati, con salgemma, trona, ulexite e thénardite.

## Forma in cui si presenta in natura
In cristalli e masse terrose compatte.

## Caratteri fisico-chimici
Fragilissimo, ha sapore dolciastro. All'aria si disidrata facilmente ricoprendosi di patine di tincalconite. Ha luminescenza a volte blu verdastra. Fonde al cannello formando una goccia traslucida. Solubile negli acidi. Proprio per la facile disidratazione va conservato in contenitori chiusi o sotto plastica.

## Località di ritrovamento
Sono noti da tempi remoti i giacimenti del Kashmir e del Tibet; piccole quantità provengono dalla Russia e dall'Iran; depositi economicamente importanti si trovano a Borax Lake, Boron, Furnace Creek e Searles Lake, nella California. Quest'ultimo è celebre perché vi si rinvengono rarissimi sali di sodio quali pirssonite, sulfohalite, schairerite, burkeite, northupite, tychite e hanksite.
In Italia si trova a Larderello, in Toscana.

## Utilizzi
È uno fra i più utilizzati composti di boro nella lavorazione di questo elemento chimico, dall'industria vetraria a quella metallurgica, dalla farmaceutica a quella dei propellenti ed orafa. Il borace può essere utilizzato per il controllo dei parassiti per tenere lontane formiche, insetti acquatici e scarafaggi e aiutare i cani con rogna e le persone con una varietà di problemi legati ai parassiti, inclusi pidocchi e acari.